# Lèmur bru de Sanford
El lèmur bru de Sanford (Eulemur sanfordi) és una espècie de primat prosimi de la família dels lemúrids. Anteriorment se'l considerava una subespècie del lèmur bru (Eulemur fulvus), però el 2005 s'elevaren moltes de les subespècies del lèmur bru a la categoria d'espècie. El seu nom és un homenatge a Leonard Cutler Sanford, membre del consell d'administració del Museu Americà d'Història Natural.